# İrfan Can Kahveci
İrfan Can Kahveci (* 15. Juli 1995 in Bayat) ist ein türkischer Fußballspieler. Er steht seit Januar 2021 beim Fenerbahçe Istanbul unter Vertrag und ist türkischer A-Nationalspieler.

## Leben
Kahvecis Vater migrierte aus Bayat der Provinz Çorum und seine Mutter aus Yozgat beide in die Provinz Ankara. Er kam 1995 als Sohn eines Motormeisters des Industrieparks OSTİM und einer Hausfrau im Köy Bayat der Ankaraner Gemeinde Ayaş auf die Welt. Er wuchs mit einer Schwester auf und mit dem Fußball begann er in der frühen Kindheit als Straßenfußballer und verletzte sich auf der Straße regelmäßig, woraufhin sein Vater ihn später mit sieben Jahren in die Fußballschule von der Gençlerbirliği Ankara einschrieb. Des Weiteren nach seinem Schulabschluss ging er auf die Sporthochschulabteilung der Ankaraner Gazi-Universität.

## Karriere

### Vereine
Im November 2005 begann er als lizenztierter Nachwuchsspieler mit dem Vereinsfußball in der Jugendabteilung von der Gençlerbirliği Ankara. Im April 2012 erhielt er mit 16 Jahren hier einen Profivertrag und kam sporadisch im gleichen Monat für die Profimannschaft im Spor-Toto-Pokal 2012 zum Einsatz, aber dann spielte er bis Mai 2013 ausschließlich für die Reservemannschaft Gençlerbirliği A2 des Vereins. Zur Saison 2013/14 wurde er an den Zweitverein von Gençlerbirliği, an den Viertligisten Hacettepe SK, ausgeliehen. In der Saison 2013/14 erreichte er mit seinem Verein die (dreigleisige) Play-offs der TFF 3. Lig, dort siegten sie und stiegen damit in die TFF 2. Lig auf.
Zur Saison 2014/15 wurde er in den Kader von Gençlerbirliği aufgenommen. Hier etablierte er sich als Stammspieler und zählte zu den offensiven Leistungsträgern, insbesondere in der Gruppenphase des türkischen Pokalwettbewerbs 2014/15. Wo er mit seinen offensiven Leistungen mit zum Gruppensieg führte. Im August 2016 führte er seinen Verein im vorsaisonalen Fußballturnier der Ankaraner Ausgabe des T.S.Y.D.-Pokals entscheidend in den Schlussspielminuten zum Turnierfinalsieg. Nach seinen Leistungen und der Tatsache für die türkische A-Nationalmannschaft nominiert zu sein, machte ihn zu den gefragtesten einheimischen Spielern der türkischen Wintertransferperiode 2016/17. Nachdem er erst mit Fenerbahçe Istanbul und einigen spanischen Vereinen in Verbindung gebracht wurde, wechselte er zum Ligarivalen und Herbstmeister Istanbul Başakşehir FK.
Die nächsten eineinhalb Saisons gehörte Kahveci zum Stammkader des Başakşehir FK mehrheitlich als Einwechselspieler und etablierte sich mit der Mannschaft unten den Top-3-Mannschaften der Süper Lig. Die nächsten beiden Saisons 2018/19 und 2019/20 stieg er zum regelmäßigen Startelfspieler auf. Mit seinen erzielten Toren trug er in der Saison 2019/20 zum Gruppensieg in einer Gruppe mit AS Rom und Borussia Mönchengladbach der UEFA Europa League bei und zog mit seinem Verein in die K.-o.-Phase ein. Neben dem Europapokal trug er mit seinen offensiven Leistungen in der türkischen Ligameisterschaft zu vereinzelten Punktgewinnen bei und erlangten damit am Saisonende den türkischen Meistertitel 2020 der Süper Lig. In der Saison 2020/21 nahm Kahveci erstmals am Endturnier der UEFA Champions League teil und erzielte im Dezember 2020 bei der 3:4-Niederlage gegen den RB Leipzig gemäß der UEFA einen „[atemberaubenden] Hat-trick“. Wofür Kahveci in das Team der Woche ernannt wurde, alle Tore erzielte er per Fernschuss und dies war nach 16 Jahren wieder ein Hat-trick außerhalb des Strafraums in der Historie der UEFA Champions League.
Am 23. Januar 2021 wechselte er zum Ligakonkurrenten Fenerbahçe Istanbul. Sein Debüt gab er am 4. März 2021 (28. Spieltag) beim 1:1-Remis gegen Antalyaspor, bei dem er in der 67. Spielminute für Mesut Özil eingewechselt wurde.

### Nationalmannschaft
Kahveci startete seine Nationalmannschaftskarriere im Februar 2012 mit drei Einsätzen für die türkische U-17-Nationalmannschaft. Nach weiteren U-17-Einsätzen, begann er für die türkische U-18-Auswahl aufzulaufen. 2014 debütierte er erst für die türkische U-20- und anschließend für die türkische U-21-Nationalmannschaft.

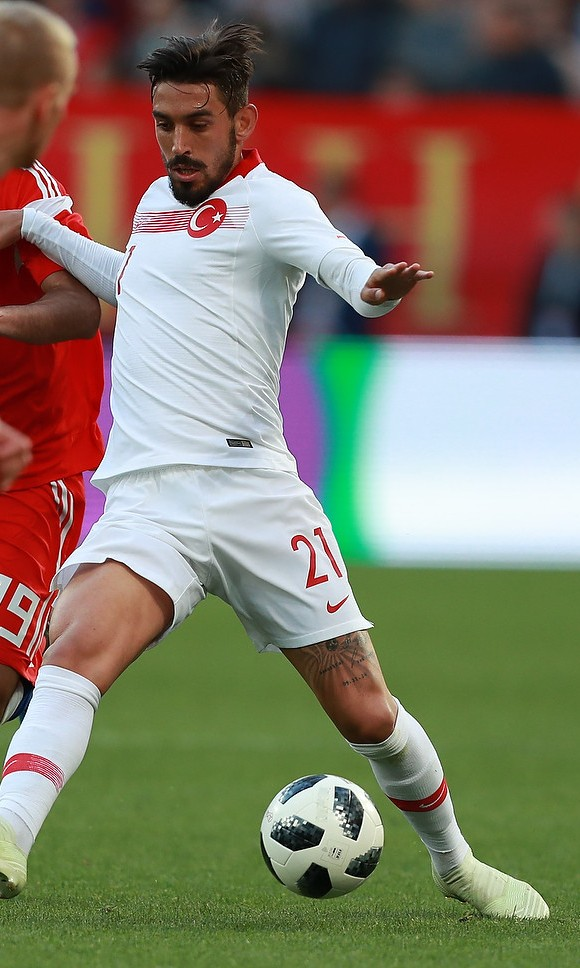
Kahveci im Länderspieleinsatz (2018)

Nachdem er bei seinem Verein über mehrere Wochen zu überzeugen wusste, wurde er im August 2016 im Rahmen eines Test- und Qualifikationsspiels für die Weltmeisterschaft 2018 vom Nationaltrainer Fatih Terim zum ersten Mal in das Aufgebot der türkischen A-Nationalmannschaft nominiert. In beiden Partien blieb ihm sein A-Länderspieldebüt verwehrt. Dieses gab er am 23. März 2018 in einem Freundschaftsspiel gegen Irland. Im Jahr 2021 wurde er in den türkischen Kader für die Fußball-Europameisterschaft 2021 berufen. Am 20. Juni 2021 erzielte er sein erstes Länderspieltor und zugleich sein erstes Tor in der Europameisterschaft gegen die Schweiz.

## Erfolge
- Gençlerbirliği Ankara
  - A2- bzw. Reservemannschaft
    - Vizemeister der A2-Ligi: 2012/13[19]

  - Erstmannschaft
    - T.S.Y.D.-Ankara-Pokalsieger: 2016[2]

- Hacettepe SK
  - Play-off-Sieger der TFF 3. Lig und Aufstieg in die TFF 2. Lig: 2013/14

- Istanbul Başakşehir FK
  - Türkische Meisterschaft (Süper Lig)
    - Meister: 2019/20
    - Vizemeister: 2016/17, 2018/19[9]

  - Türkischer Pokal (Türkiye Kupası)
    - Finalist: 2016/17[9]
- Fenerbahce Istanbul
  - Türkische Meisterschaft (Süper Lig)
    - Vizemeister: 2021/22, 2022/23[9]

  - Türkischer Pokal (Türkiye Kupası)
    - Sieger: 2022/23[9]

### Individuell
- Ernannt in das Team der Woche der UEFA Champions League: 5. Spieltag der Gruppenphase 2020/21[11]
- Sportpreisverleihung der Kooperative aus Milliyet-Zeitung und Gillette (67. Ausgabe – 2021): Fußballer des Jahres[20]